# Schlacht um Kiew (1918)
Die Schlacht um Kiew, auch Sturm auf Kiew (ukrainisch Штурм Києва) war die vorübergehende Einnahme der Stadt durch die Rote Armee im Februar 1918 während des Bürgerkriegs.

## Vorgeschichte

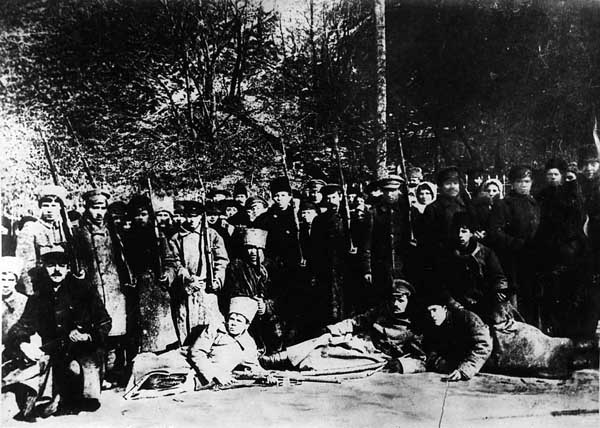
Teil der Roten Armee, die an der Eroberung der Stadt beteiligt war

Ziel der sowjetrussischen Truppen war es, nach der Oktoberrevolution in Russland die ukrainischen Gebiete unter die Kontrolle der Sowjetmacht zu bringen. Im Winter 1917/18 konnten die Bolschewiki die ukrainischen Gouvernements Charkiw, Jekaterinoslaw und Poltawa übernehmen. Ihr nächstes Ziel war nun Kiew, wo am 27. Januar der Belagerungszustand ausgerufen wurde. Während sich die roten Truppen Kiew näherten, kam es am 29. Januar zur Kiewer Arsenalwerk-Revolte, die von den Ukrainern innerhalb einer Woche niedergeschlagen wurde.
Nach der Schlacht bei Kruty, in der es den Ukrainern gelang, den bolschewistischen Vormarsch auf Kiew zu verzögern und denjenigen Zeit zu geben, die evakuieren wollten, näherten sich sowjetrussische Truppen am 4. Februar 1918 dem Stadtrand von Kiew, wo Michail Murawjow den Befehl zum Angriff gab.

## Verlauf
Bei der Erstürmung Kiews wurden giftige Gase eingesetzt und massiver Beschuss durchgeführt, der mehrere Tage lang nicht aufhörte (es wurden 15.000 Granaten abgefeuert), wodurch unter anderem das Haus von Mychajlo Hruschewskyj zerstört wurde. Die Tatsache, dass die sowjetrussische Führung nicht versuchte, den Einsatz chemischer Waffen zu verbergen, ist nicht überraschend, da chemische Waffen durch das Genfer Protokoll erst 1925 verboten wurden.

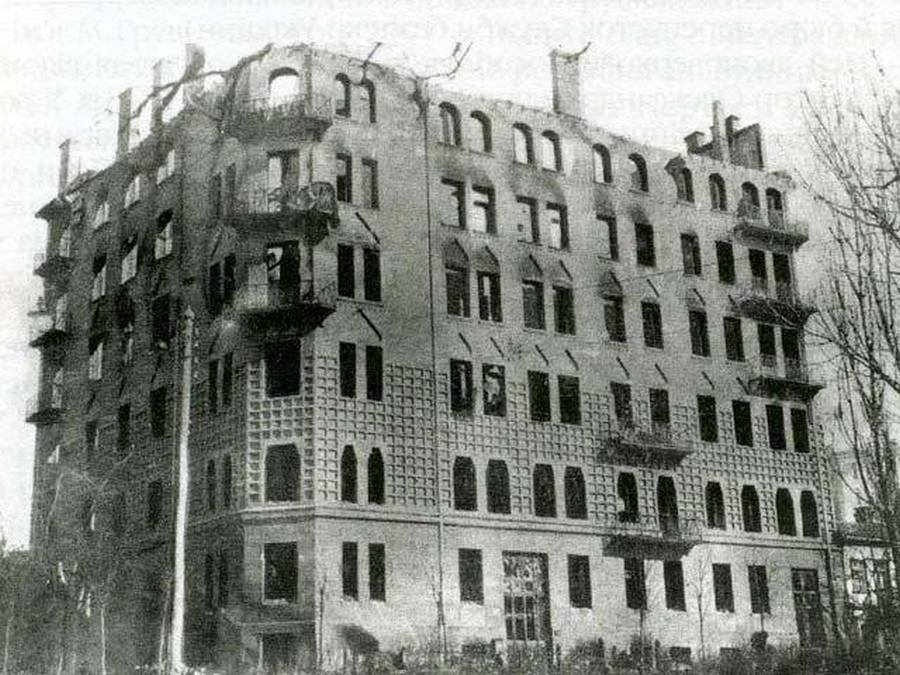
Hruschewskyj Haus nach dem Beschuss

## Ergebnis
Auf dem Duma-Platz (Majdan Nesaleschnosti) wurde Murawjow von einer Delegation des Stadtrats unter der Leitung des damaligen Bürgermeisters Jewgen Rjabtsow empfangen. Andrej Polupanow wurde zum sowjetischen Kommandanten von Kiew ernannt. Nach dem Einmarsch in die Stadt erschossen sowjetrussische Truppen auf Befehl etwa 5000 Zivilisten während des Roten Terrors. Unter den Toten waren zwei Politiker: der Minister für Landangelegenheiten der Ukrainischen Volksrepublik Oleksandr Zarudny und der Abgeordnete der Zentralrada Isak Pugatsch. Nach der „Operation Faustschlag“ im Frühjahr 1918 wurden in Kiewer Parks Tausende halbverweste Leichen von Zivilisten entdeckt.

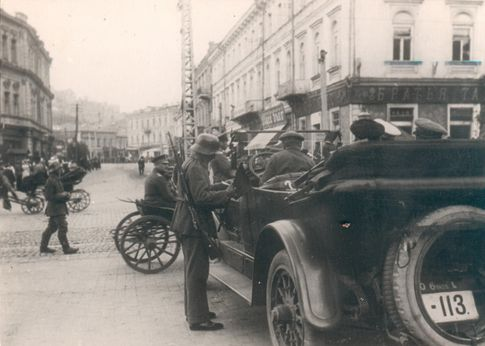
Deutsche Truppen in Kiew, 1918

Die sowjetische Besetzung Kiews währte nur kurz. Durch den von der Zentralna Rada geschlossenen Brotfrieden vom 9. Februar erkaufte sich die Ukraine Rückendeckung durch die Mittelmächte, die ihrerseits, nachdem sie mit den Bolschewiki nicht zu einem Friedensschluss kamen, am 18. Februar die „Operation Faustschlag“ begannen und bis zum 3. März Kiew unter ihre Kontrolle brachten.